# Posel budoucnosti
Posel budoucnosti (též The Postman – Posel budoucnosti, v anglickém originále The Postman) je americký postapokalyptický výpravný velkofilm z roku 1997, který produkoval a režíroval Kevin Costner, jenž v něm také ztvárnil hlavní roli.
Scénář napsali Eric Roth a Brian Helgeland podle stejnojmenné knihy Davida Brina z roku 1985. Ve filmu dále hrají Will Patton, Larenz Tate, Olivia Williams, James Russo a Tom Petty. Rozpočet filmu činil 80 milionů dolarů.
Odehrává se v postapokalyptické a neo-westernové verzi rozvrácených Spojených států v blízké budoucnosti roku 2013, více než 16 let poté, co blíže nespecifikované apokalyptické události následované epidemiemi zanechaly obrovský dopad na lidskou civilizaci a vymazaly většinu technologií. Stejně jako kniha i film sleduje příběh kočovného tuláka (Costner), který narazí na uniformu poštovního doručovatele Spojených států a nevědomky vzbudí naději prázdným příslibem „Obnovených Spojených států amerických“ a zahájí svou cestu k tomu, aby se stal národním hrdinou.
Film, který o Vánocích roku 1997 uvedla společnost Warner Bros., byl kritikou odmítnut a kritizoval herecké výkony, scénář, režii a dlouhou stopáž. Kritizováno bylo i Costnerovo rozhodnutí obsadit do filmu sám sebe. Film utržil celosvětově 30 milionů dolarů. Byl nominován na tři ceny Saturn a získal všech pět nominací na Zlatou malinu, včetně ceny za nejhorší film.

## Děj
Příběh filmu se odehrává ve Spojených státech amerických roku 2013. Země je zpustošena válkou, v níž byly patrně použity jaderné zbraně. Lidé přežívají v izolovaných skupinkách v osadách podobných jako kdysi na divokém západě. Svět se snaží ovládat prostřednictvím svojí armády Holnistů diktátor Bethlehem bezcitnou tyranií. Na scéně se ocitne bezejmenný muž, který jako tajemný tulák putuje se svým mezkem krajinou a živí se hraním Shakespearových her. Při předvádění jedné z nich je zrekrutován do armády Holnistů. Povede se mu ale utéct a schová se do poštovního auta, kde nalezne mrtvého pošťáka a oblékne si jeho uniformu. Když prijde do městečka Pineview, všichni si ho jako poštovního úředníka považují. Ocitá se v roli symbolu zaniklých ideálů demokracie a svobody. Vydává se za poštovního úředníka obnovené vlády Spojených států a mezi lidmi ožívá naděje, víra v jednotu a optimismus. Pošťák se postaví Bethlehemově zlovůli a stává se lidovým hrdinou, okolo kterého koluje spousta legend. Jednotlivé kmeny k pošťákovi shlížejí s nadějí a respektem.

## Kritika
Před vydáním filmu byly vysílány filmové upoutávky, ale publikum příliš nezaujaly a několikrát tak musely být předělávány. Po vydání ho kritika odsoudila a diváci se do kin nehrnuli. Film utržil pouhých 18 milionů USD při nákladech 80 milionů. Na Zlatých malinách film získal hned pět cen – za nejhorší film, herce v hlavní roli, režii, scénář a původní píseň. Na druhou stranu film uspokojil autora předlohy Davida Briana, který označil Costnera za ideálního představitele.